# (300189) 2006 WU71
(300189) 2006 WU71 es un asteroide perteneciente al cinturón de asteroides descubierto el 18 de noviembre de 2006 por el equipo del Spacewatch desde el Observatorio Nacional de Kitt Peak, Arizona, Estados Unidos.

## Designación y nombre
Designado provisionalmente como 2006 WU71.

## Características orbitales
2006 WU71 está situado a una distancia media del Sol de 3,011 ua, pudiendo alejarse hasta 3,039 ua y acercarse hasta 2,983 ua. Su excentricidad es 0,009 y la inclinación orbital 2,065 grados. Emplea 1908,73 días en completar una órbita alrededor del Sol.

## Características físicas
La magnitud absoluta de 2006 WU71 es 16,5. 